# 패스파인더 롤플레잉 게임

패스파인더 롤플레잉 게임(The Pathfinder Roleplaying Game) 또는 패스파인더 RPG는 2009년 파이조 퍼블리싱(Paizo Publishing)에서 출시한 판타지 롤플레잉 게임(RPG)이다. 첫 번째 버전은 OGL(Open Game License)에 따라 위저즈 오브 더 코스트에서 게시한 개정된 3판 던전 앤 드래곤(D&D)을 기반으로 SRD(시스템 참조 문서)를 확장하고 수정하며 이전 버전과 호환되도록 고안되었다.
게임의 새 버전인 패스파인더 제2판(Pathfinder 2nd Edition)이 2019년 8월에 출시되었다. OGL과 SRD를 계속 사용했지만 핵심 규칙이 크게 개정되어 새 버전이 패스파인더 제1판(Pathfinder 1st Edition) 또는 모든 D&D 버전의 콘텐츠와 호환되지 않게 되었다. 2023년부터 게임은 ORC 라이선스를 대신 사용하지만 기존 OGL 라이선스 제2판 규칙과 역호환된다.
패스파인더는 게임과 호환되도록 제작된 공식 패스파인더 정기 간행물 및 다양한 타사 콘텐츠에서 지원된다.